# السد (خولان)

تعديل مصدري - تعديل

السد هي إحدى قرى عزلة بني شداد بمديرية خولان التابعة لمحافظة صنعاء، بلغ تعداد سكانها 558 نسمة حسب تعداد اليمن لعام 2004.